# 清水信一 (宗教家)
清水 信一（しみず しんいち、1910年5月10日 - 1969年1月10日）は、日本の宗教家。天祖光教（てんそこうきょう）の教祖である。男性。天祖光教信者からは「蔽顔の救主（べいがんのくじゅ）」と称される。

## 生い立ち
石川県江沼郡大聖寺で生まれる。
1923年8月6日（大正12年）、数え14歳の時に福井県の九頭竜川に注ぐ竹田川上流の釜ヶ淵で友人と水浴中に突然神隠しに遭い、京都の鞍馬山に入山。
30歳の初めまで、日本国内・朝鮮半島・満州を巡り、天地創造の神「天祖」より世の救いの啓示を受け、1942年（昭和17年）、愛知県名古屋市守山区に本部として聖地「天母里（てんぼり）」を築き、宗教法人天祖光教を設立する。

## 著作
天祖光教の教典である『スフィンクスの声』を著し、またの天祖光教の聖歌である「天降の聖歌」を作詞・作曲し、360曲からなる『歌聖典』を編纂した。
- 『スフィンクスの声』九輯
- 『スフィンクスの声』十輯
- 『歌聖典』

## 関連
- 天祖光教